# Mateusz Piesiak
Mateusz Piesiak (ur. 27 marca 1996 we Wrocławiu) – polski fotograf przyrody.
Uczeń wrocławskiego Liceum Ogólnokształcącego Nr III im. Adama Mickiewicza, a następnie student automatyki i robotyki Politechniki Wrocławskiej
W 2011 roku otrzymał nagrodę główną w kategorii 11–14 lat w konkursie Veolia Environnement Wildlife Photographer of the Year Competition, organizowanym przez Muzeum Historii Naturalnej w Londynie, za zdjęcie ostrygojadów brunatnych (Haematopus palliatus).
W 2012 r. jego zdjęcie podrywających się do lotu ptaków zdobyło drugą nagrodę w Ogólnopolskim Konkursie Fotografii Przyrodniczej FOTO-EKO Polskiego Towarzystwa Ochrony Przyrody „Salamandra”. Zdjęcia z tego konkursu były eksponowane na wystawie, w czasie Międzynarodowych Targów Ochrony Środowiska Poleko 2012 w Poznaniu.
W 2013 r. otrzymał nagrodę główną w kategorii 15–17 lat w konkursie Wildlife Photographer of The Year organizowanym przez BBC i Muzeum Historii Naturalnej w Londynie za zdjęcie sowy uszatej.
Jego zdjęcie pt. „Białe zjawy” otrzymało pierwsze miejsce, a kolejne zdjęcie zdobyło wyróżnienie w XXIV Ogólnopolskim Konkursie Fotografii Przyrodniczej FOTO-EKO w roku 2015. W 2015 r. w konkursie Siena International Photo Awards „Białe zjawy” zdobyły pierwszą kategorię w kategorii „dzikie życie", a zdjęcie sowy uszatej takoż nagrodę kategorii „Student”.
W konkursie FOTO-EKO 2016 otrzymał wyróżnienie za zdjęcie „Wieczorny lot”
Nagrody były omawiane w mass mediach. Zdjęcia autorstwa Piesiaka eksponowano na wystawie w Muzeum Miejskim Wrocławia w 2012 r.